# Listă de scriitori bosniaci
Aceasta este o listă de scriitori bosniaci.

## A
Ivo Andrić -

## Ć
Branko Ćopić -

## D
Mak Dizdar

## H
Hamza Humo -
Aleksandar Hemon -

## J
Miljenko Jergović -

## K
Petar Kočić -

## N
Alija Nametak -

## S
Mehmed Meša Selimović -
Derviš Sušić -

## T
- Zlatko Topčić

## V
Nenad Veličković -

## Z
Almir Zalihić -